# سبدن
سبدن (به انگلیسی: Sabden) یک روستا و محله مدنی در بریتانیا است که در Ribble Valley واقع شده‌است. سبدن ۱٬۴۲۲ نفر جمعیت دارد.